# Anauxesida haafi
Anauxesida haafi là một loài bọ cánh cứng trong họ Cerambycidae.